# Falko Zandstra
Falko Zandstra (ur. 27 grudnia 1971 w Heerenveen) – holenderski łyżwiarz szybki, dwukrotny medalista olimpijski i mistrzostw świata oraz dwukrotny zdobywca Pucharu Świata.

## Kariera
Pierwszy sukces w karierze Falko Zandstra osiągnął w 1990 roku, kiedy podczas mistrzostw świata juniorów w Obihiro zdobył złoty medal w wieloboju. Wynik ten powtórzył na rozgrywanych rok później MŚJ w Calgary. W 1992 roku wystartował na igrzyskach olimpijskich w Albertville, gdzie wywalczył srebro w biegu na 5000 m. W zawodach tych wyprzedził go jedynie Norweg Geir Karlstad, a trzecie miejsce zajął kolejny Holender, Leo Visser. Na rozgrywanych dwa lata później igrzyskach w Lillehammer był trzeci na dystansie 1500 m, przegrał tylko z Johannem Olavem Kossem z Norwegii i swym rodakiem, Rintje Ritsmą. Na tych samych igrzyskach był czwarty w biegach na 5000 i 10 000 m.
Największy sukces w karierze osiągnął w 1993 roku, kiedy podczas mistrzostw świata w wieloboju w Hamar zdobył złoty medal. W tej samej konkurencji zdobył też srebrny medal na mistrzostwach świata w Calgary. Wyprzedził go tylko Włoch Roberto Sighel, a trzecie miejsce zajął Johann Olav Koss. Wielokrotnie stawał na podium zawodów Pucharu Świata, przy tym odniósł sześć zwycięstw. W sezonie 1991/1992 zwyciężył w klasyfikacji końcowej na 1500 m oraz był drugi w klasyfikacji 5000 m/10 000 m. Ponadto w sezonie 1993/1994 ponownie zwyciężył, a w sezonie 1992/1993 zajął trzecie miejsce w klasyfikacji 1500 m.
W 1993 roku został uhonorowany Nagrodą Oscara Mathisena i tytułem sportowca roku w Holandii. W 1992, 1993 i 1995 zostawał mistrzem Holandii. Ustanowił dwa rekordy świata.

### Mistrzostwa świata
- Mistrzostwa świata w wieloboju
  - złoto – 1993
  - srebro – 1992